# フェリーゴールド
フェリーゴールドは、ダイヤモンドフェリーが運航していたフェリー。

## 概要
ダイヤモンドフェリーの第一船として林兼造船下関造船所で建造され、1970年2月に大分 - 神戸航路に就航した。
1980年に船体延長工事を受けた。
1986年11月、フェリーダイヤモンドの就航により引退した。
その後、1988年12月にギリシャのG.A. Ferriesに売却され、ペラマで改造を受けMILENAとなり、エーゲ海でピレウスとキクラデス諸島を結ぶ航路に就航した。1990年には主機を換装している。
2005年からは、イオニア海を横断してイタリアとギリシャを結ぶ国際航路などに就航していたが、2007年はピレウスで係船された。
2008年に航路に復帰したが、2009年9月以降は、再びピレウス港で係船された。
2011年12月、スクラップとして売却され、トルコに回航された後、解体された。

### 航路
ダイヤモンドフェリー
- 神戸港（東神戸フェリーセンター） - 松山港 - 大分港

隔日運航で就航、フェリーパールの就航により毎日運航となり、フェリールビー就航後は隔日運航便が追加された。
就航当初は直行便で1970年3月から松山寄港を開始した。1980年7月から神戸港の発着場所は六甲アイランドフェリーターミナルに変更された。
G.A. Ferries
- ピレウス - パロス - ナクソス - イカリア - サモス （1989年-）
- パトラ - ケファロニア - ザキントス - ブリンディジ （2005年）
- パトラ - イグメニッツァ - ケファロニア - ブリンディジ （2006年）

イタリアのMaritime Wayと共同運航
- ピレウス - シフノス - サントリーニ - イラクリオン - シティア - カソス - カルパソス - ハルキ - ロードス（2008年）

## 設計
船体は上層からA・B・Cデッキ、ワゴンデッキと呼称されており、A・Bデッキは旅客区画、Cデッキは前方が旅客区画、後方が乗用車搭載区画、ワゴンデッキは大型車搭載区画となっている。ワゴンデッキの船首および船尾にランプウェイを装備する。
船室を拡大して旅客定員を増加した準同型船としてフェリールビーが建造された。

## 船内

### 船室
- 特別室
  - A洋室
  - B洋室
  - 和洋室
- 一般室

### 設備
- レクリエーション室・バー[1]
- 大食堂[1]
- ドライバー娯楽室[1]
- 浴室[1]